# 石峴站 (黃海北道)
石峴站（朝鲜语：／ Sŏkhyŏn yŏk */?）是位于朝鮮民主主義人民共和國黄海北道瑞兴郡鳳下里的一個鐵路車站。屬於平釜線。

## 邻近车站
平釜线
文武站 - 石峴站 - 瑞興站